# Джон Гарвард
Джон Гарвард (англ. John Harvard; 26 листопада 1607, Саутварк — 14 вересня 1638, Бостон) — англійський місіонер, на честь якого названо Гарвардський університет та Гарвардський міст.

## Біографія
Народився і виріс в Лондоні, був четвертим з дев'яти дітей Роберта Гарварда (1562–1625), м'ясника та власника крамниці, і Катріни Роджерс (1584—1635) зі Стратфорда. Освіту здобув у школі, де директором був його батько.
У 1625 його батько, сестра та двоє братів померли від бубонної чуми. Через деякий час мати Джона вийшла заміж за Джона Еллетсона (1580–1626), який помер через кілька місяців. У 1627 Катріна знову побралася з Річардом Єрвудом (1580–1632). Тим часом Джон вступив до коледжу Еммануеля при Кембриджі і в 1632 отримав звання бакалавра мистецтв. У 1635 померла Катріна, а в 1637 — й дід Томас.
У квітні 1636 одружився з Енн Седлер (1614–1655).
У 1637 вони емігрували до Нової Англії і оселилися в Бостоні, де Джон Гарвард став священником. Але через деякий час він захворів на туберкульоз і в 1638 помер.
Бездітний Гарвард заповів 779 фунтів (половину свого статку), а також близько 400 книг зі своєї бібліотеки новому коледжу, заснованому в 1636. Дякуючи за пожертву, у 1639 навчальний заклад перейменовано в Гарвардський коледж.

## Скульптура трьох неправд
Монумент у подвір'ї Гарвардського університету має назву «Скульптура трьох неправд», про що розповідають екскурсоводи візитерам університету:
1. Джон Гарвард ніколи не був засновником університету, а лише одним у черзі його благодійників.
2. Коледж, що виріс до університету, був заснований до дарунків Джона Гарварда у 1636, а не у 1638 році, як сповіщає напис.
3. Не збережено жодного переконливого портрета Джона Гарварда ні у Британії, ні у Сполучених Штатах. Обличчя на монументі — вигаданий і ідеалізований образ, котрого Джон (хворий на туберкульоз) ніколи не мав.